# Mercenac
Mercenac (Okzitanisch: gleicher Name) ist eine französische Gemeinde mit 352 Einwohnern (Stand: 1. Januar 2022) im Département Ariège in der Region Okzitanien; sie gehört zum Arrondissement Saint-Girons, zum Gemeindeverband Couserans-Pyrénées und zum Kanton Portes du Couserans. Die Einwohner werden Mercenacois/Mercenacoises genannt.

## Geografie
Mercenac liegt rund 70 Kilometer südwestlich der Stadt Toulouse im Westen des Départements Ariège. Die Gemeinde besteht aus dem Dorf Mercenac, dem Weiler Pouech sowie Streusiedlungen und Einzelgehöften. Das Dorf liegt auf einer Anhöhe zwischen dem Ruisseau de Mercenac und dem Fluss Salat. Mercenac liegt innerhalb des Regionalen Naturparks Pyrénées Ariégeoises. Weite Teile der Gemeinde sind bewaldet. Die D117 von Foix nach Tarbes führt südlich der Gemeinde vorbei. Der Ort selber liegt an der D134.
Umgeben wird Mercenac von den Nachbargemeinden Bagert im Norden, Taurignan-Castet im Osten, Caumont im Süden, Prat-Bonrepaux im Südwesten und Westen sowie Betchat im Westen und Nordwesten.

## Geschichte
Im Mittelalter lag der Ort innerhalb der Provinz Couserans, die wiederum ein Teil der Provinz Gascogne war. 
Die Gemeinde gehörte von 1793 bis 1801 zum District Saint-Girons. Zudem lag Mercenac von 1793 bis 2015 innerhalb des Kantons Saint-Lizier. Die Gemeinde ist seit 1801 dem Arrondissement Saint-Girons zugeteilt.
Am 10. Juni 1944 wurden in Mercenac die beiden Widerstandskämpfer Vincent Garavis und Ricardo Brotons von der Wehrmacht hingerichtet.

### Bevölkerungsentwicklung
| Jahr                       | 1962 | 1968 | 1975 | 1982 | 1990 | 1999 | 2006 | 2019 |
| Einwohner                  | 290  | 266  | 230  | 178  | 219  | 251  | 312  | 355  |
| Quellen: Cassini und INSEE |      |      |      |      |      |      |      |      |

## Sehenswürdigkeiten
- Kirche Saint-Étienne aus dem 19. Jahrhundert
- Kreuz Croix de la Passion aus dem 19. Jahrhundert
- Denkmal für die Gefallenen[1]